# Васютін Микола Михайлович
Микола Михайлович Васютін (нар. 2 квітня 1947) — радянський футболіст та тренер, нападник та півзахисник.

## Життєпис
Микола Васютін народився 2 квітня 1947 року. Футбольну кар'єру розпочав виступами в донецькому «Локомотиві», кольори якого захищав до 1969 року. Донецький клуб у ті часи виступав у Другій лізі чемпіонату СРСР. У футболці «Локомотива» зіграв понад 44 матчі, в яких відзначився понад 18-ма голами. У 1969 році перейшов до першолігового житомирського «Автомобіліста». За підсумками сезону команда опустилася до Другої радянської ліги, але Микола продовжив виступи в команді, кольори якої захищав до 1976 року. За цей час у чемпіонатах СРСР провів 231 матч та відзначився 47-ма голами. За кількістю забитих м'ячів входить до 10 найкращих бомбардирів житомирського «Полісся» за всю історію клубу. У 1969—1970 роках зіграв також 7 матчів (2 голи) у кубку СРСР. У 1976 році завершив кар'єру футболіста.
З 1981 по 1985 роки працював тренером у житомирському «Спартаку».